# چشمه کبود شرقی
چشمه کبود شرقی یک روستا در ایران است که در دهستان کاکاوند شرقی واقع شده‌است. چشمه کبود شرقی ۸۲ نفر جمعیت دارد.